# Mesacturoides fimbriatus
Mesacturoides fimbriatus is een bidsprinkhaankreeftensoort uit de familie van de Takuidae. De wetenschappelijke naam van de soort is voor het eerst geldig gepubliceerd in 1905 door Lenz.